# Tessellota bruchi
Tessellota bruchi är en fjärilsart som beskrevs av Breyer 1957. Tessellota bruchi ingår i släktet Tessellota och familjen björnspinnare. Inga underarter finns listade i Catalogue of Life.